# Asiat Saitow
Asiat Mansurowicz Saitow (ros. Асят Мансурович Саитов, ur. 1 stycznia 1965 w Kujbyszewie) – rosyjski kolarz szosowy reprezentujący też ZSRR, srebrny medalista mistrzostw świata.

## Kariera
Największy sukces w karierze Asiat Saitow osiągnął w 1987 roku, kiedy wspólnie z Jewhenem Zahrebelnym, Wiktorem Klimowem i Igorem Sumnikowem zdobył srebrny medal w drużynowej jeździe na czas na mistrzostwach świata w Villach. Był to jednak jedyny medal wywalczony przez niego na międzynarodowej imprezie tej rangi. W tej samej konkurencji zajął też piąte miejsce na rozgrywanych rok wcześniej mistrzostwach świata w Colorado Springs, a w latach 1982-1983 zdobywał srebrne medale na mistrzostwach świata juniorów. W 1988 roku wystartował na igrzyskach olimpijskich w Seulu, gdzie w drużynie był siódmy, a w wyścigu ze startu wspólnego zajął 51. miejsce. Ponadto wygrał między innymi holenderski Olympia's Tour i Tour of Greece w 1984 roku, w latach 1987-1989 Tour of the Baltic, Vuelta a Castilla y León w 1992 roku oraz Volta ao Alentejo w 1995 roku. Wielokrotnie startował w Vuelta a España, najlepszy wynik osiągając w 1995 roku, kiedy wygrał jeden etap i zajął 52. miejsce w klasyfikacji generalnej. Jeden etap Vuelty wygrał także w 1990 roku, ale cały wyścigu zakończył wtedy na 129. miejscu. Trzykrotnie startował w Giro d'Italia, zajmując między innymi 79. miejsce w 1990 roku. Trzynaście razy zdobywał medale mistrzostw kraju, w tym sześć złotych.
Jego żoną jest rosyjska lekkoatletka Swietłana Mastierkowa.